# Днепровка (Буздякский район)
Днепровка (баш. Днепровка) — упразднённая в 2005 году деревня в Буздякском районе Республики Башкортостан России.
Входил в состав Уртакульского сельсовета.

## Население
На 1 января 1969 года проживали 207 человек; преимущественно украинцы.

## География
Находится возле села Уртакуль.

### Географическое положение
Расстояние до (на 1 января 1969):
- районного центра (Буздяк): 10 км,
- центра Буздякского сельсовета (Табанлыкуль):10 км,
- ближайшей ж/д станции (Буздяк): 10 км.

## История
На 1969 год деревня входила в Буздякский сельсовет.
Упразднена Законом № 211-з от 20 июля 2005 года «О внесении изменений в административно-территориальное устройство Республики Башкортостан в связи с образованием, объединением, упразднением и изменением статуса населённых пунктов, переносом административных центров».